# سدادة الأذن
سدادة الأذن: جهاز يجري إدخاله في قناة الأذن لحماية أذني المستخدم من الضوضاء الصاخبة أو تسرب المياه أو الأجسام الغريبة أو الغبار أو الرياح الشديدة. نظرًا إلى أنها تقلل من حجم الصوت؛ غالبًا ما تُستخدم للمساعدة في منع فقدان السمع وطنين الأذن (رنين الأذنين).

## أنواع وحالات الاستخدام

### سدادات أذن بسيطة
غالبًا ما يرتدي سدادة الأذن، ذات الشكل الرغوي الأساسي، عمال الصناعة الذين يعملون على مسافة قريبة من الآلات الصاخبة لفترات طويلة من الوقت، وتستخدمها وزارة الدفاع البريطانية (MoD) للجنود لاستخدامها عند إطلاق الأسلحة.  
معظم سدادات الأذن التي تستخدم لمرة واحدة تكون مرنة مصنوعة من رغوة الذاكرة، والتي يجري لفها عادةً في أسطوانة مضغوطة بإحكام (بدون ثني) بأصابع المستخدم ثم يجري إدخالها في قناة الأذن. بمجرد تحريرها، تتمدد سدادة الأذن حتى تغلق القناة، مما يسد اهتزازات الصوت التي قد تصل إلى طبلة الأذن. هناك سدادات أخرى تستخدم لمرة واحدة تدفع ببساطة في قناة الأذن دون أن تُلف. أحيانًا يجري توصيل سدادات الأذن بسلك لإبقائها معًا عندما لا تكون قيد الاستخدام. الشمع اللزج أو السيليكون من المواد الأساسية الشائعة الأخرى لسدادات الأذن التي تستخدم لمرة واحدة.
الأجهزة الإلكترونية: من الأجهزة الأخرى التي توفر حماية للسمع والتي يجري ارتداؤها حول و/أو داخل الأذن، وهي مصممة لإلغاء الضوضاء العالية لطلقات نارية، مع إمكانية تضخيم الأصوات الأكثر هدوءًا إلى المستويات الطبيعية. على الرغم من أن هذه الأجهزة الإلكترونية غنية بالميزات، فهي أغلى ثمنًا مقارنة بنظيراتها من الرغوة.
في الأنشطة الأخرى، قد يختار راكبو الدراجات النارية والمتزلجون الذين يمارسون هوايةً أيضًا استخدام سدادات أذن تعمل بالديسبل، للتعويض عن ضوضاء الرياح المستمرة ضد رؤوسهم أو خوذاتهم.

### سدادات أذن إلكترونية
يختلف تقليل الضوضاء في سدادات الأذن السلبية باختلاف التردد ولكنها مستقلة إلى حد كبير عن المستوى (يتم تقليل الضوضاء الناعمة بقدر الضوضاء العالية). تكون النتيجة تقليل مستوى الضوضاء العالية، مما يحمي السمع، لكن من الصعب سماع ضوضاء منخفضة المستوى. توجد سدادات أذن إلكترونية نشطة، يجري فيها تقليل الضوضاء الصاخبة أكثر من الضوضاء الخافتة، وقد يجري تضخيم الأصوات الناعمة، مما يوفر ضغط النطاق الديناميكي. يتم ذلك من خلال وجود سدادة أذن سلبية قياسية، جنبًا إلى جنب مع زوج ميكروفون/ مكبر صوت (ميكروفون في الخارج، ومكبر صوت في الداخل؛ رسميًا زوج من محولات الطاقة)، بحيث يمكن نقل الصوت دون ضعف بواسطة سدادة الأذن. عندما تتجاوز الأصوات الخارجية عتبة محددة (عادةً 82 ديسبل)، يُقلل تضخيم الدائرة الإلكترونية. في المستويات العالية جدًا، يوقف تشغيل التضخيم تلقائيًا والحصول على ضعف كامل لسدادة الأذن تمامًا كما لو جرى إيقاف تشغيلها وتثبيتها في قناة الأذن. يوفر هذا حماية للسمع، ولكنه يسمح للشخص أن يسمع بشكل طبيعي عندما تكون الأصوات في نطاقات آمنة، على سبيل المثال، إجراء محادثة عادية في مكان منخفض الضوضاء، بحيث تكون محميًا من الضوضاء العالية المفاجئة، على سبيل المثال في موقع بناء أو في أثناء الصيد.

### سدادات الأذن غير الخطية
توفر مزايا مماثلة لسدادات الأذن الإلكترونية ولكنها لا تتطلب الكهرباء. وهي مصممة بغشاء رقيق يسمح بزيادة مقدار تقليل الضوضاء بما يتناسب مع مستوى الصوت الذي يتعرض له مرتديها. وهذا يجعلها مفيدة للتطبيقات التي تتطلب وعيًا مثل الجيش أو الشرطة، ولكن الحماية من الضوضاء ضرورية أيضًا.

### النوم
صُممت سدادات الأذن الخاصة بالنوم لتكون مريحة قدر الإمكان في أثناء حجب الأصوات الخارجية التي قد تمنع أو تعطل النوم. قد تحتوي سدادات الأذن المتخصصة للضوضاء، مثل شخير الشريك، على تحسينات مخففة للصوت تمكن المستخدم من سماع ضوضاء أخرى، مثل المنبه.
لتحديد مدى راحة سدادات الأذن المستخدمة للنوم، من المهم تجربتها في أثناء الاستلقاء. قد يؤدي الضغط على الأذن بين الرأس والوسادة إلى إزعاج شديد، علاوة على ذلك، تؤدي إمالة الرأس إلى الخلف أو الجانب إلى تغييرات تشريحية كبيرة في قناة الأذن، وغالبًا ما يؤدي إلى تقليل قطر قناة الأذن، مما يقلل من الراحة إذا كانت سدادة الأذن كبيرة جدًا. قد تعزز سدادات الأذن الخاصة بالنوم التعافي بعد الجراحة الكبرى.

### الحماية من الماء
صُممت بعض سدادات الأذن بشكل أساسي لإبعاد المياه عن قناة الأذن، خاصة في أثناء السباحة والرياضات المائية. قد يكون هذا النوع من سدادة الأذن مصنوعًا من الشمع أو السيليكون القابل للتشكيل والذي يُركب خصيصًا لقناة الأذن من قبل مرتديها.
إنّ العَرَن، أو أذن راكب الأمواج، هي حالة تؤثر على الأشخاص الذين يقضون فترات طويلة في الماء في المناخات الباردة. بالإضافة إلى ذلك، قد تزيد الرياح من انتشار كمية العَرَن في أذن واحدة مقابل الأخرى اعتمادًا على الاتجاه الذي تنبع منه وتوجه الفرد نحو الريح. تساعد سدادات أذن راكب الأمواج المجهزة خصيصًا على تقليل كمية الماء البارد والرياح التي يُسمح لها بدخول قناة الأذن الخارجية، وبالتالي تساعد في إبطاء تطور العَرَن.
تستخدم سدادات الأذن كذلك في التهاب الأذن الخارجية، وهو التهاب في قناة الأذن الخارجية. يختلف هذا النوع من العدوى عن تلك التي تحدث بشكل شائع عند الأطفال خلف طبلة الأذن، وهي التهاب الأذن الوسطى، أو عدوى الأذن الوسطى. تشمل أعراض هذه العدوى: الحكة والاحمرار والتورم والألم عند شد الصيوان أو التصريف. للحماية من هذا النوع من العدوى، من المهم تجفيف الأذنين تمامًا بعد تعريضهما للماء بمنشفة. لحماية الأذنين في أثناء التعرض، يمكن للفرد استخدام غطاء الرأس أو سدادات الأذن أو قوالب السباحة المخصصة.
وجدت دراسة نشرت عام 2003 في طب الأذن والأنف والحنجرة السريري، أن كرة قطنية مشبعة بالفازلين كانت أكثر فاعلية في إبقاء الماء بعيدًا عن الأذن، وكانت أسهل في الاستخدام وأكثر راحة من سدادات الشمع أو سدادات الرغوة أو واقي الأذن أو أكوافيت.
حذر «جاك إيف كوستو» من أن سدادات الأذن تضر بالغواصين، وخاصة غواصين سكوبا. يستنشق غواصين سكوبا هواءً مضغوطًا أو مخاليط غازية أخرى بضغط يتناسب مع ضغط الماء. يكون هذا الضغط أيضًا داخل الأذن، ولكن ليس بين طبلة الأذن وسدادة الأذن، لذلك غالبًا ما يؤدي الضغط خلف طبلة الأذن إلى انفجار طبلة الأذن. لدى الغواصين بدون جهاز ضغط أقل داخل الأذنين، لكن لديهم أيضًا ضغط جوي فقط في قناة الأذن الخارجية. تنصح PADI (الرابطة المهنية لمدربي الغوص) في "دليل غواص المياه المفتوحة" بأنه يجب استخدام سدادات الأذن ذات الفتحات المصممة للغوص فقط في الغوص.